# 修阳郡
修阳郡，中国南北朝时设置的郡。
北魏置修阳郡，治所在修阳县（今河南省西峡县北）。辖境相当今河南省西峡县一带。属于淅州。下辖修阳县、盖阳县（在今河南西峡县北）。北周废修阳郡、修阳县，地属淅州淅阳郡。